# Nature Valley Classic 2019 - Qualificazioni singolare
Le qualificazioni del singolare del Nature Valley Classic 2019 sono state un torneo di tennis preliminare per accedere alla fase finale della manifestazione. Le vincitrici dell'ultimo turno sono entrate di diritto nel tabellone principale. In caso di ritiro di una o più giocatrici aventi diritto a queste sono subentrate le lucky loser, ossia le giocatrici che hanno perso nell'ultimo turno ma che avevano una classifica più alta rispetto alle altre partecipanti che avevano comunque perso nel turno finale.

## Teste di serie
1. Iga Świątek (qualificata)
2. Anastasia Potapova (primo turno)
3. Jessica Pegula (secondo turno)
4. Astra Sharma (ultimo turno)

1. Bernarda Pera (ultimo turno)
2. Lauren Davis (qualificata)
3. Zarina Diyas (ritirata, ancora impegnata a Manchester)
4. Misaki Doi (primo turno)

## Qualificate
1. Iga Świątek
2. Viktoriya Tomova

1. Kristýna Plíšková
2. Lauren Davis

## Tabellone

### Legenda
| - Q = Qualificato - WC = Wild card - LL = Lucky loser | - ALT = Alternate - SE = Special Exempt - PR = Protected Ranking | - w/o = Walkover - r = Ritirato - d = Squalificato |

### Sezione 1
|  | Primo turno | Primo turno      | Primo turno      | Primo turno | Primo turno |  |  | Secondo turno | Secondo turno   | Secondo turno | Secondo turno | Secondo turno |   |   | Ultimo turno | Ultimo turno | Ultimo turno | Ultimo turno | Ultimo turno |  |
|  |             |                  |                  |             |             |  |  |               |                 |               |               |               |   |   |              |              |              |              |              |  |
|  | 1           | Iga Świątek      | Iga Świątek      | 6           | 6           |  |  |               |                 |               |               |               |   |   |              |              |              |              |              |  |
|  |             | Martina Trevisan | Martina Trevisan | 3           | 4           |  |  | 1             | Iga Świątek     | 65            | 6             | 6             |   |   |              |              |              |              |              |  |
|  | Alt         | Destanee Aiava   | Destanee Aiava   | 6           | 6           |  |  | Alt           | Destanee Aiava  | 7             | 3             | 3             |   |   |              |              |              |              |              |  |
|  | WC          | Freya Christie   | Freya Christie   | 2           | 3           |  |  |               |                 |               |               |               |   |   | 1            | Iga Świątek  | 2            | 7            | 6            |  |
|  |             | Jessika Ponchet  | Jessika Ponchet  | 3           | 1           |  |  |               |                 | 5             | Bernarda Pera | 6             | 6 | 4 |              |              |              |              |              |  |
|  |             | Magdalena Fręch  | Magdalena Fręch  | 6           | 6           |  |  |               | Magdalena Fręch | 5             | 6             | 5             |   |   |              |              |              |              |              |  |
|  | WC          | Eden Silva       | Eden Silva       | 4           | 3           |  |  | 5             | Bernarda Pera   | 7             | 3             | 7             |   |   |              |              |              |              |              |  |
|  | 5           | Bernarda Pera    | Bernarda Pera    | 6           | 6           |  |  |               |                 |               |               |               |   |   |              |              |              |              |              |  |

### Sezione 2
|  | Primo turno | Primo turno        | Primo turno        | Primo turno | Primo turno |  |  | Secondo turno | Secondo turno      | Secondo turno    | Secondo turno    | Secondo turno    |   |   | Ultimo turno | Ultimo turno    | Ultimo turno    | Ultimo turno | Ultimo turno |  |
|  |             |                    |                    |             |             |  |  |               |                    |                  |                  |                  |   |   |              |                 |                 |              |              |  |
|  | 2           | Anastasia Potapova | Anastasia Potapova | 5           | 2           |  |  |               |                    |                  |                  |                  |   |   |              |                 |                 |              |              |  |
|  | Alt         | Gabriela Dabrowski | Gabriela Dabrowski | 7           | 6           |  |  | Alt           | Gabriela Dabrowski | 6                | 2                | 4                |   |   |              |                 |                 |              |              |  |
|  |             | Dalila Jakupovič   | Dalila Jakupovič   | 63          | 1           |  |  |               | Anna Kalinskaya    | 3                | 6                | 6                |   |   |              |                 |                 |              |              |  |
|  |             | Anna Kalinskaya    | Anna Kalinskaya    | 7           | 6           |  |  |               |                    |                  |                  |                  |   |   |              | Anna Kalinskaya | Anna Kalinskaya | 4            | 2            |  |
|  |             | Caty McNally       | 6                  | 2           | 6           |  |  |               |                    |                  | Viktoriya Tomova | Viktoriya Tomova | 6 | 6 |              |                 |                 |              |              |  |
|  | WC          | Tara Moore         | 2                  | 6           | 2           |  |  |               | Caty McNally       | Caty McNally     | 4                | 63               |   |   |              |                 |                 |              |              |  |
|  |             | Viktoriya Tomova   | 7                  | 2           | 6           |  |  |               | Viktoriya Tomova   | Viktoriya Tomova | 6                | 7                |   |   |              |                 |                 |              |              |  |
|  | 8           | Misaki Doi         | 5                  | 6           | 3           |  |  |               |                    |                  |                  |                  |   |   |              |                 |                 |              |              |  |

### Sezione 3
|  | Primo turno | Primo turno        | Primo turno        | Primo turno | Primo turno |  |  | Secondo turno | Secondo turno      | Secondo turno      | Secondo turno  | Secondo turno |   |   | Ultimo turno | Ultimo turno      | Ultimo turno | Ultimo turno | Ultimo turno |  |
|  |             |                    |                    |             |             |  |  |               |                    |                    |                |               |   |   |              |                   |              |              |              |  |
|  | 3           | Jessica Pegula     | Jessica Pegula     | 6           | 6           |  |  |               |                    |                    |                |               |   |   |              |                   |              |              |              |  |
|  |             | Ankita Raina       | Ankita Raina       | 1           | 0           |  |  | 3             | Jessica Pegula     | Jessica Pegula     | 3              | 4             |   |   |              |                   |              |              |              |  |
|  |             | Kristýna Plíšková  | Kristýna Plíšková  | 6           | 7           |  |  |               | Kristýna Plíšková  | Kristýna Plíšková  | 6              | 6             |   |   |              |                   |              |              |              |  |
|  |             | Sofya Zhuk         | Sofya Zhuk         | 1           | 5           |  |  |               |                    |                    |                |               |   |   |              | Kristýna Plíšková | 4            | 6            | 6            |  |
|  |             | Liudmila Samsonova | Liudmila Samsonova | 6           | 6           |  |  |               |                    |                    | Marie Bouzková | 6             | 4 | 2 |              |                   |              |              |              |  |
|  |             | Mariam Bolkvadze   | Mariam Bolkvadze   | 4           | 3           |  |  |               | Liudmila Samsonova | Liudmila Samsonova | 3              | 1             |   |   |              |                   |              |              |              |  |
|  |             | Marie Bouzková     | 6                  | 63          | 6           |  |  |               | Marie Bouzková     | Marie Bouzková     | 6              | 6             |   |   |              |                   |              |              |              |  |
|  | Alt         | Lizette Cabrera    | 3                  | 7           | 2           |  |  |               |                    |                    |                |               |   |   |              |                   |              |              |              |  |

### Sezione 4
|  | Primo turno | Primo turno      | Primo turno      | Primo turno | Primo turno |  |  | Secondo turno | Secondo turno | Secondo turno | Secondo turno | Secondo turno |   |   | Ultimo turno | Ultimo turno | Ultimo turno | Ultimo turno | Ultimo turno |  |
|  |             |                  |                  |             |             |  |  |               |               |               |               |               |   |   |              |              |              |              |              |  |
|  | 4           | Astra Sharma     | Astra Sharma     | 7           | 6           |  |  |               |               |               |               |               |   |   |              |              |              |              |              |  |
|  | WC          | Sarah Beth Grey  | Sarah Beth Grey  | 5           | 1           |  |  | 4             | Astra Sharma  | 6             | 65            | 6             |   |   |              |              |              |              |              |  |
|  |             | Tamara Korpatsch | Tamara Korpatsch | 1           | 2           |  |  |               | Danielle Lao  | 3             | 7             | 1             |   |   |              |              |              |              |              |  |
|  |             | Danielle Lao     | Danielle Lao     | 6           | 6           |  |  |               |               |               |               |               |   |   | 4            | Astra Sharma | Astra Sharma | 2            | 1            |  |
|  | Alt         | Naiktha Bains    | 6                | 3           | 7           |  |  |               |               | 6             | Lauren Davis  | Lauren Davis  | 6 | 6 |              |              |              |              |              |  |
|  |             | Claire Liu       | 1                | 6           | 68          |  |  | Alt           | Naiktha Bains | Naiktha Bains | 3             | 2             |   |   |              |              |              |              |              |  |
|  | Alt         | Mayo Hibi        | 6                | 63          | 1           |  |  | 6             | Lauren Davis  | Lauren Davis  | 6             | 6             |   |   |              |              |              |              |              |  |
|  | 6           | Lauren Davis     | 4                | 7           | 6           |  |  |               |               |               |               |               |   |   |              |              |              |              |              |  |